# Semioquímico
Um semioquímico, do grego σημεῖον (semeion), que significa "sinal", é uma substância química ou mistura liberada por um organismo que afeta o comportamento de outros indivíduos. A comunicação semioquímica pode ser dividida em duas grandes classes: comunicação entre indivíduos da mesma espécie (intraespecífica) ou comunicação entre espécies diferentes (interespecífica).
É geralmente usado no campo da ecologia química para abranger feromônios, alomônios, cairomônios, atrativos e repelentes.
Muitos insetos, incluindo insetos parasitas, usam semioquímicos. Feromônios são sinais intraespecíficos que auxiliam na busca de parceiros, alimentos e recursos de habitat, alertando sobre inimigos e evitando competição. Sinais interespecíficos conhecidos como alomônios e cairomônios têm funções semelhantes.